# Subvention agricole
 (juin 2015).
Si vous disposez d'ouvrages ou d'articles de référence ou si vous connaissez des sites web de qualité traitant du thème abordé ici, merci de compléter l'article en donnant les références utiles à sa vérifiabilité et en les liant à la section « Notes et références ».

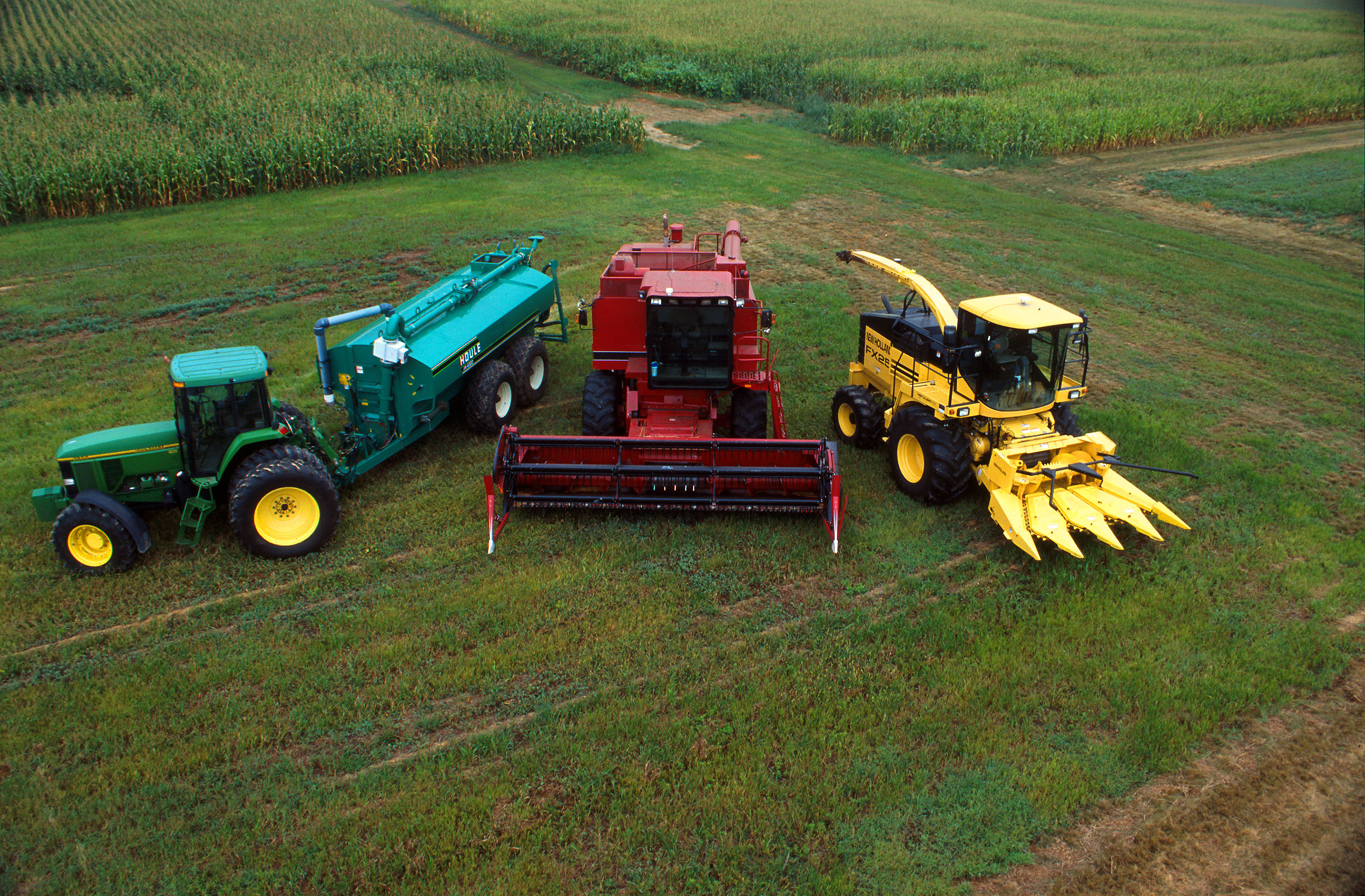
Machines agricoles

Une subvention agricole est une aide financière accordées aux agriculteurs.

## Présentation et objectifs
Tous les pays subventionnent leur agriculture. Cependant, la part du revenu assuré par ces subventions varie énormément d'un pays à l'autre :
- Pays qui subventionnent faiblement : Australie, Brésil, Argentine, etc. Dans ces pays, l'estimation du soutien aux producteurs (ESP, voir mesure du soutien agricole) varie de 0,2 % (Brésil) à 10 %. Parmi ces pays on trouve notamment des pays du groupe de Cairns.
- Pays qui subventionnent fortement leur agriculture : États-Unis, Union européenne (UE). L'ESP est de 17 % pour les premiers et de 34 % pour les seconds. Comme ces ensembles représentent un poids très important leurs subventions sont très critiquées, notamment car ces États sont exportateurs nets de denrées agricoles.
- Pays importateurs nets protectionnistes. Certains pays importateurs de denrées agricoles maintiennent des niveaux de soutien très élevés (estimations supérieures à 40 %) pour sauvegarder une agriculture dans leurs frontières. Ces pays sont groupés dans le G10 : Suisse, Japon, Norvège, Corée du Sud, etc.

Une étude de 2011 par le cabinet de conseil américain DTB Associates LLC, spécialiste du commerce et de la politique agricole, a montré que quatre pays avaient fortement augmenté leurs subventions agricoles : le Brésil, l'Inde, la Turquie et la Thaïlande. Le soutien moyen aux producteurs dans les pays de l'OCDE est de 30 %.
L'objectif des subventions est variable :
- maintenir une production agricole dans certains pays (Japon) ou régions (indemnité compensatoire de handicap naturel de l'UE) ;
- soutenir le revenu des agriculteurs, par des aides directes et des prix garantis ;
- stabiliser les prix sur les marchés intérieurs ;
- assurer l'indépendance alimentaire ;
- permettre l'exportation de denrées agricoles (viande bovine européenne par exemple) ;
- favoriser la modernisation, la réorientation des exploitations agricoles, par exemple à travers les contrats territoriaux d'exploitation (CTE).

En Europe, en 2007, la France a perçu environ 20 % du total des subventions distribuées dans le cadre de la politique agricole commune (PAC), l'Espagne environ 15 % et l'Allemagne 14 %.
En république populaire de Chine, en 2011, 140,6 milliards de yuans (22,18 milliards de dollars) de subventions ont été versés pour soutenir la production agricole.
L'agriculture en Arabie saoudite a produit 4 millions de tonnes de blé en 1991 qui ont donné lieu à 7,9 milliards de riyals saoudiens (2,9 milliards de dollars valeur 1991 soit 
5 milliards de $ actuels) de subventions agricoles.

## Types de subventions
Il existe différents types de subventions. Il s'agit principalement :
- soit d'aides sur les prix de vente permettant notamment d'exporter à des prix inférieurs aux prix de revient, c'est le cas notamment des restitutions aux exportations européennes ;
- soit d'aides pour l'écoulement des produits (aides à la commercialisation de beurre dans l'UE, aides alimentaires américaines) ;
- soit d'aides directes aux exploitants, à la surface ou par tête de bétail ou encore pour la réalisation de mesures agroenvironnementales ;
- soit subventions et taux d'intérêt bonifiés pour les investissements.

## Subventions agricoles en France
En France, la part des subventions dans le revenu des agriculteurs français était de :
- 77 % en 2006[5] ;
- 89-95 % en 2013[6],
- 112 % en 2016 (revenu hors subvention négatif)[7].

Plus de 60 % des agriculteurs auraient eu un revenu négatif en 2015 sans les subventions.

## Controverse sur les subventions agricoles
Cette pratique crée des distorsions de concurrence souvent considérées comme contraire aux intérêts des pays en développement. C'est l'une des pierres d'achoppement des négociations de l'Organisation mondiale du commerce (OMC), qui a classé ces subventions dans plusieurs boîtes en fonction de leur impact distorsif sur le marché mondial.
Le maintien dans certains pays membres de l’OMC de mesures de soutien et de subventions provoque des distorsions sur les prix du marché mondial, ce qui est non seulement préjudiciable aux intérêts des autres pays producteurs (notamment les pays en développement dont l'économie nationale ne permet pas des niveaux de subventions aussi élevés que dans les pays développés) mais aussi contraire aux objectifs fondamentaux de l’OMC.

### Transparence obligatoire en Europe en 2009
Avant fin avril 2009 (pour les subventions touchées en 2008), tous les États membres européens vont devoir publier la liste détaillée de tous les bénéficiaires des subventions agricoles, au niveau national, avec le nom des bénéficiaires et de leur lieu de résidence (commune et code postal), cette information devant par ailleurs être disponible pour le public via l'internet, avec un moteur de recherche approprié. La Commission européenne espère que grâce à un contrôle public renforcé de leur utilisation, la transparence améliore la gestion de ces fonds, considérables (La PAC absorbe environ 36 % du budget annuel européen, qui s'élevait à 145 milliards d'euros en 2015,).

### Classifications OMC des aides agricoles
- boîte rouge : mesures susceptibles d’introduire des distorsions manifestes dans les échanges agricoles ;
- boîte orange : mesures de soutien aux prix de marché ainsi et aides directes pouvant entraîner des distorsions sur le marché ;
- boîte bleue : mesures tolérées par accords et aides liées à un programme de limitation de la production ;
- boîte verte : mesures considérées comme sans effet sur les échanges.

Actuellement, les négociations visent à vider les boîtes rouge et orange.